# Gråskär, Kimitoön
Gråskär är en ö i Finland. Den ligger i Skärgårdshavet och i kommunen Kimitoön i den ekonomiska regionen  Åboland i landskapet Egentliga Finland, i den sydvästra delen av landet. Ön ligger omkring 68 kilometer söder om Åbo och omkring 160 kilometer väster om Helsingfors.
Öns area är 3 hektar och dess största längd är 340 meter i öst-västlig riktning.